# Municipio de Lamar (Pensilvania)
El municipio de Lamar (en inglés: Lamar Township) es un municipio ubicado en el condado de Clinton en el estado estadounidense de Pensilvania. En el año 2000 tenía una población de 2.450 habitantes y una densidad poblacional de 23.1 personas por km².

## Geografía
El municipio de Lamar se encuentra ubicado en las coordenadas 41°05′00″N 77°30′00″O / 41.08333, -77.50000.

## Demografía
Según la Oficina del Censo en 2000 los ingresos medios por hogar en la localidad eran de $35,332 y los ingresos medios por familia eran de $38,235. Los hombres tenían unos ingresos medios de $30,516 frente a los $19,278 para las mujeres. La renta per cápita de la localidad era de $15,464. Alrededor del 9,9% de la población estaba por debajo del umbral de pobreza.